# (19543) Burgoyne
Pour les articles homonymes, voir Burgoyne.
(19543) Burgoyne est un astéroïde de la ceinture principale d'astéroïdes.

## Description
(19543) Burgoyne est un astéroïde de la ceinture principale d'astéroïdes. Il fut découvert le 10 mai 1999 à Socorro (Nouveau-Mexique) par le projet LINEAR. Il présente une orbite caractérisée par un demi-grand axe de 2,23 UA, une excentricité de 0,19 et une inclinaison de 6,1° par rapport à l'écliptique.

## Compléments